# Палко (Канзас)
Палко (англ. Palco) — місто (англ. city) в США, в окрузі Рукс штату Канзас. Населення — 208 осіб (2020).

## Географія
Палко розташоване за координатами 39°15′12″ пн. ш. 99°33′49″ зх. д. / 39.25333° пн. ш. 99.56361° зх. д. (39.253208, -99.563555).  За даними Бюро перепису населення США в 2010 році місто мало площу 0,69 км², уся площа — суходіл.

## Демографія
Згідно з переписом 2010 року, у місті мешкало 277 осіб у 112 домогосподарствах у складі 71 родини. Густота населення становила 400 осіб/км².  Було 153 помешкання (221/км²).
Расовий склад населення:
| - 94,2 % — білих - 3,2 % — чорних або афроамериканців - 0,4 % — вихідців з тихоокеанських островів - 0,4 % — корінних американців |

До двох чи більше рас належало 1,4 %. Частка іспаномовних становила 5,1 % від усіх жителів.
За віковим діапазоном населення розподілялося таким чином: 30,7 % — особи молодші 18 років, 50,5 % — особи у віці 18—64 років, 18,8 % — особи у віці 65 років та старші. Медіана віку мешканця становила 32,7 року. На 100 осіб жіночої статі у місті припадало 88,4 чоловіків;  на 100 жінок у віці від 18 років та старших — 88,2 чоловіків також старших 18 років.
Середній дохід на одне домашнє господарство  становив 37 041 долар США (медіана — 28 250), а середній дохід на одну сім'ю — 41 700 доларів (медіана — 32 000). За межею бідності перебувало 18,3 % осіб, у тому числі 22,7 % дітей у віці до 18 років та 4,7 % осіб у віці 65 років та старших.
Цивільне працевлаштоване населення становило 79 осіб. Основні галузі зайнятості: освіта, охорона здоров'я та соціальна допомога — 31,6 %, транспорт — 11,4 %, будівництво — 11,4 %.